# Honda FT 500

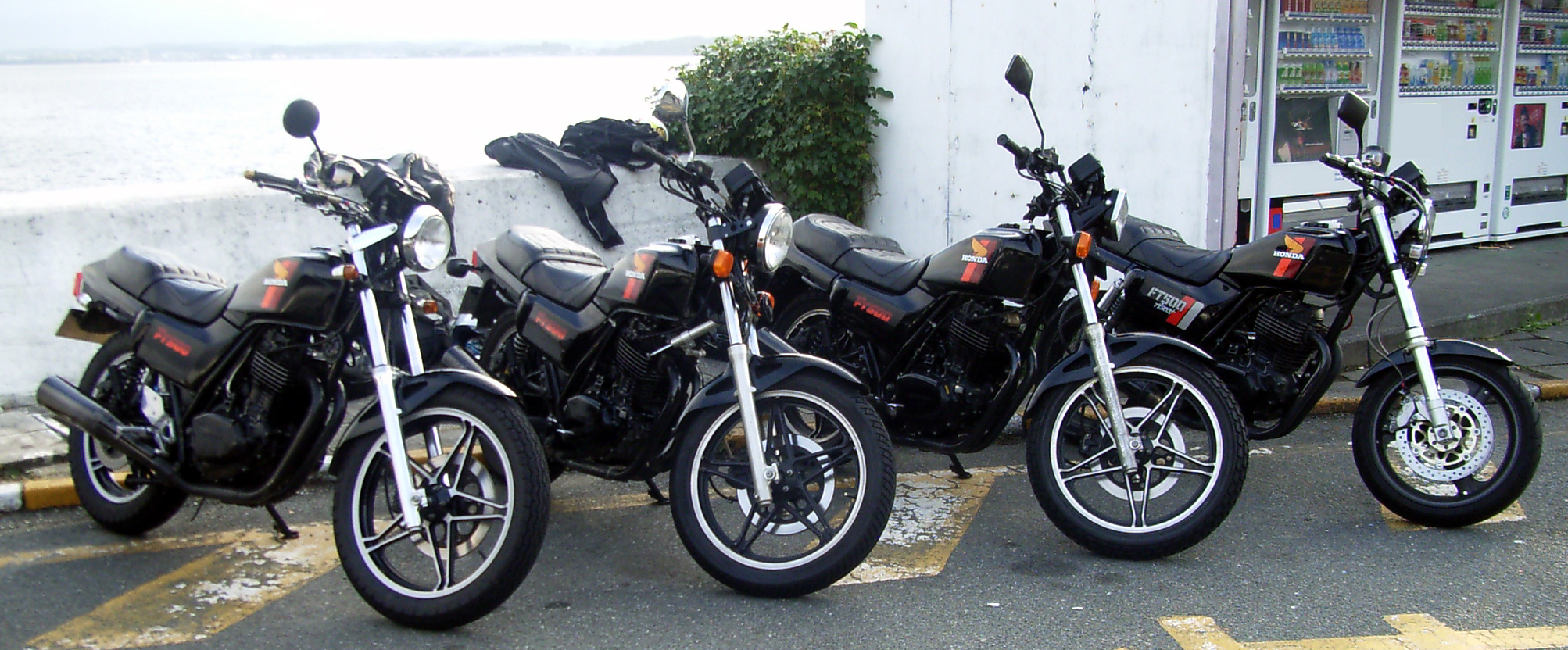
Honda FT 500. Das Modell ganz rechts hat eine nachgerüstete 2. Bremsscheibe vorn

Die FT 500 ist ein Motorrad des japanischen Herstellers Honda aus den frühen 1980er Jahren. Von einem 500-cm3-Einzylindermotor angetrieben, konkurrierte es unter anderem mit der damals am Markt erfolgreichen Yamaha SR 500. FT steht für „Flat Track“.
Die Optik des Motorrads war an die Rennmaschinen angelehnt, die in den USA bei sogenannten Dirt-Track-Rennen eingesetzt wurden, daher der Name Flat Track. Der Viertaktmotor wurde mit Änderungen aus der Enduro XL 500 S übernommen; so besitzt die FT 500 einen Elektrostarter sowie eine größere Ölwanne und größeren Auspuffanschlüssen am Zylinderkopf. Die Kombination aus nach unten offenem Einrohrrahmen, langer, flach angestellter Teleskopgabel mit 37 mm starken Standrohren und langem Radstand begünstigte Geradeauslauf und Komfort.
Die Produktion der FT 500 wurde in Japan 1983 eingestellt.

## Technische Daten
Der Motor ist ein luftgekühlter Einzylinder-Viertaktmotor mit zwei Einlass- und zwei Auslassventilen. Die Auslassventile haben jeweils ein separates Auspuffrohr, diese enden in einem gemeinsamen Schalldämpfer. Bei einer Bohrung von 89 mm und einem Hub von 80 mm ergibt sich ein Hubraum von 497 cm³ Die Gemischaufbereitung erfolgt durch einen Vergaser. Gestartet wird mit elektrischem Anlasser. Die Höchstleistung beträgt 25,4 kW/34 PS bei einer Drehzahl von 6.200/min. Bei der Variante für den deutschen Markt ist die Höchstleistung 20 kW/27 PS bei 5.500/min. Das maximale Drehmoment betrug: 42,1 Nm bei 5.000/min. Gedrosselte D-Version: 40,2 Nm. Das Getriebe hat 5 Gänge. Der Sekundärantrieb zum Hinterrad erfolgt mit einer Rollenkette. Die FT 500 erreicht eine Höchstgeschwindigkeit von 135 km/h. Das Leergewicht beträgt 159 kg (Werksangabe). Vorne und hinten Scheibenbremse mit jeweils einer Scheibe. Die Zeitschrift Tourenfahrer ermittelte 1983 einen Verbrauch von 6 Litern Normalbenzin für 100 km.